# Gazzetta ufficiale dell'Unione europea
La Gazzetta ufficiale dell'Unione europea (GUUE) è la fonte di cognizione ufficiale dell'Unione europea.

## Storia
Giunge con l'entrata in vigore del trattato CECA, ma all'epoca è denominata (dal 1952 al 19 aprile 1958) Gazzetta ufficiale della Comunità europea del carbone e dell'acciaio; il primo numero è pubblicato il 30 dicembre del 1952, nelle quattro lingue ufficiali dei primi paesi membri: francese, italiano, olandese e tedesco.
Il 20 aprile, in seguito all'entrata in vigore del Trattato CEE e del trattato Euratom, la Gazzetta ufficiale viene modificata e il suo titolo diventa Gazzetta ufficiale delle Comunità europee (GUCE). Nel gennaio del 1968 sono create rispettivamente le serie L (Legislazione, pubblicata il 3 gennaio) e serie C (Comunicazioni e informazioni, pubblicata il 12 gennaio), successivamente nel 1978 viene creata la serie S (Supplemento alla Gazzetta ufficiale delle Comunità europee) per la pubblicazione dei bandi di gara relativi agli appalti pubblici, in precedenza queste ultime informazioni erano pubblicate nelle altre serie.
Dal 1986 la serie S è disponibile in forma elettronica di banca dati sotto l'acronimo TED (Tenders Electronic Daily); a partire dal 1º luglio 1998 è abolita la forma cartacea ed è disponibile unicamente su CD-ROM e su Internet. In virtù del Trattato di Nizza (1º febbraio 2003) il titolo della Gazzetta ufficiale è modificato in Gazzetta ufficiale dell'Unione europea e attualmente è pubblicata nelle 24 lingue ufficiali dell'Unione europea. Gli atti della Comunità europea sono pubblicati, con mera funzione notiziale, anche dalla Gazzetta Ufficiale della Repubblica Italiana, il lunedì e il giovedì.

## Identificatori
Ogni numero e le sue singole edizioni linguistiche sono univocamente identificati da un codice doi (es. doi:10.3000/19770707), mentre i singoli testi normativi o regolamentari sono dal codice European Legislation Identifier (ELI). La Gazzetta ufficiale dell'Unione europea in lingua italiana è identificata dalla codifica ISSN 1977-0707.

## Composizione
- serie L (Legislazione) contenente regolamenti, direttive, decisioni e raccomandazioni
- serie C (Comunicazioni e informazioni) contenente informazioni, atti legislativi preparatori dell'Unione europea, comunicazioni e rettifiche
- serie S (Supplemento) è destinata alla pubblicazione dei bandi di gara relativi agli appalti pubblici